# 1966年毛泽东回韶山
1966年毛泽东回韶山，是指1966年6月17日至28日期间，中共中央主席毛泽东最后一次返回家乡湖南韶山，住在滴水洞别墅。

## 概述
1966年6月17日，毛泽东在中共中央办公厅副主任张耀祠、中共湖南省委书记处常务书记王延春等陪同下来到韶山滴水洞一号楼。6月22日，毛泽东在王延春陪同下，在韶山水库游泳。26日，毛泽东在一号楼会议室接见王延春、中共湖南省委书记处书记徐启文、李瑞山、万达、华国锋，候补书记苏钢，省委副秘书长杨树青、刘亚南，中共湘潭地委书记樊茂生、地委副书记兼韶山公社党委书记熊清泉，湘潭县委书记郝诚等领导干部。6月28日上午，毛泽东离开韶山去武汉，湖南省委、湘潭地委、湖南省公安厅、湖南省韶山管理局、湘潭县委的领导和省委警卫处干部人员、韶山陈列馆馆长马玉卿及工作人员70余人前来为毛泽东送行。
有人认为毛泽东在滴水洞期间拟定了《中国共产党中央委员会关于无产阶级文化大革命的决定》中“一斗二批三改”的重要内容；酝酿了《炮打司令部》的大字报。但也有一些人主张并无类似证据佐证。